# ТОР «Новокузнецк»
Территория опережающего социально-экономического развития «Новокузнецк» — территория городского округа Новокузнецк в Кемеровской области России, на которой действует особый правовой режим предпринимательской деятельности . Образована в 2018 году. По состоянию на 2021 год на территории зарегистрировано 32 резидента, объем ожидаемых инвестиций оценивается в 6,7 млрд рублей.

## Развитие территории
В 2014 году Новокузнецк был включен в перечень монопрофильных муниципальных образований (моногородов), что впоследствии дало городу право на оформление статуса территории опережающего социально-экономического развития. ТОР «Новокузнецк» была создана в соответствии с Постановлением Правительства РФ от 16 марта 2018 года № 278 с целью привлечения в город инвестиций, не связанных с деятельностью градообразующего предприятия — АО «ЕВРАЗ Объединённый Западно-Сибирский металлургический комбинат».
В 2020 году предприниматели в ТОР «Новокузнецк» и других моногородах Кузбасса получили доступ к льготным займам со сниженной процентной ставкой и возможностью отсрочки платежа в качестве меры поддержки на период пандемии COVID-19.
В 2021 году срок действия режима ТОР в моногородах Кемеровской области был продлен до 2030 года. В случае ТОР «Новокузнецк» это открыло возможность для привлечения инвестиций для создания завода теплоизолирующих смесей и расширения деятельности действующих предприятий.

## Условия для резидентов
Требования к потенциальным резидентам ТОР «Новокузнецк» предусматривают, что компании-соискатели должны быть вести деятельность исключительно на территории города, предоставить минимальный объем инвестиций в 2,5 млн рублей в течение первого года, создать не менее 10 рабочих мест в течение первого года, ограничить привлечение иностранной рабочей силы до 25 % максимум, не находиться в процессе ликвидации, банкротства или реорганизации и соответствовать профильным видам деятельности ТОР. Для резидентов предусмотрен льготный налоговый режим: налог на прибыль в федеральный бюджет и отчисления в региональный бюджет обнуляется в течение первых пяти лет, затем составляет 10 %. Обнуляются налоги на землю и имущество в первые пять лет, страховые взносы снижаются до 7,6 % (на весь период, если статус резидента получен в первые три года).

## Резиденты
В 2018 году резидентом ТОР «Новокузнецк» стала ООО «Научно-производственная компания „Технезис“» с проектом создания завода по производству стройматериалов из золошлаков угольных ТЭЦ. Построенный завод обладает мощностью 80 млн шт. условного кирпича в год, инвестиции в проект составили до 500 млн рублей.
В 2019 году к ТОР «Новокузнецк» присоединилось ООО «Сервисная угольная компания» с проектом модернизации собственного производства (объем инвестиций оценивается в 190 млн рублей).
Среди прочих резидентов ТОР «Новокузнецк»: ООО «Кузнецкий машиностроительный завод — Горные технологии», ООО «СибГласс-Новокузнецк», ООО «ТехноТРОН» и другие.
По состоянию на 2023 год в ТОР "Новокузнецк" меется 27 предприятий 